# 顧遂
顧遂（1488年—1553年），字德伸，號秋山，浙江紹興府餘姚縣人，民籍，明朝政治人物。

## 生平
正德十一年（1516年）丙子科浙江鄉試第十五名舉人，十二年（1517年）聯捷丁丑科會試第二十九名，二甲第八十二名進士。吏部觀政，授刑部貴州司主事，正德年間諫明武宗巡遊，被杖之闕下。歷刑部貴州司員外郎、山西司郎中。嘉靖四年（1525年）出为广东惠州府知府，九年七月升广西按察司副使、兵备宾州，十一年丁父忧归。十三年起补福建按察司副使，十六年六月升广西布政使司右参政，升贵州按察使，二十年二月升湖广右布政使，升湖广左布政使，二十二年四月升都察院右副都御史、巡撫遼東兼赞理军务，未任，明世宗斥责其赴任迟延，不以边寄为重，命降一级调外任，寻降山东布政使司左参政。二十三年六月升广东右布政使，十一月升都察院右副都御史、巡抚南赣汀漳提督军务，二十五年九月升南京刑部右侍郎，二十六年丁母忧，二十七年三月以贪鄙被弹劾去职。三十二年正月去世，享年六十六。

## 家族
曾祖顧敏義，字邦直；祖父顧駿，字天馴，號澹庵；父顧蘭（1465年-1532年），字斯馨，號似齋，弘治十七年舉人，廬州府同知。母周氏（1468年-1547年），封太淑人。兄顧達，南安縣訓導；弟顧遠；顧逵，字德亨，號龍陽，嘉靖三十一年舉人。